# Ptinus thomasseti
Ptinus thomasseti là một loài bọ cánh cứng trong họ Ptinidae. Loài này được Blair miêu tả khoa học năm 1935.